# Aphaenogaster mariae
Aphaenogaster mariae är en myrart som beskrevs av Auguste-Henri Forel 1886. Aphaenogaster mariae ingår i släktet Aphaenogaster och familjen myror. Inga underarter finns listade i Catalogue of Life.

## Bildgalleri

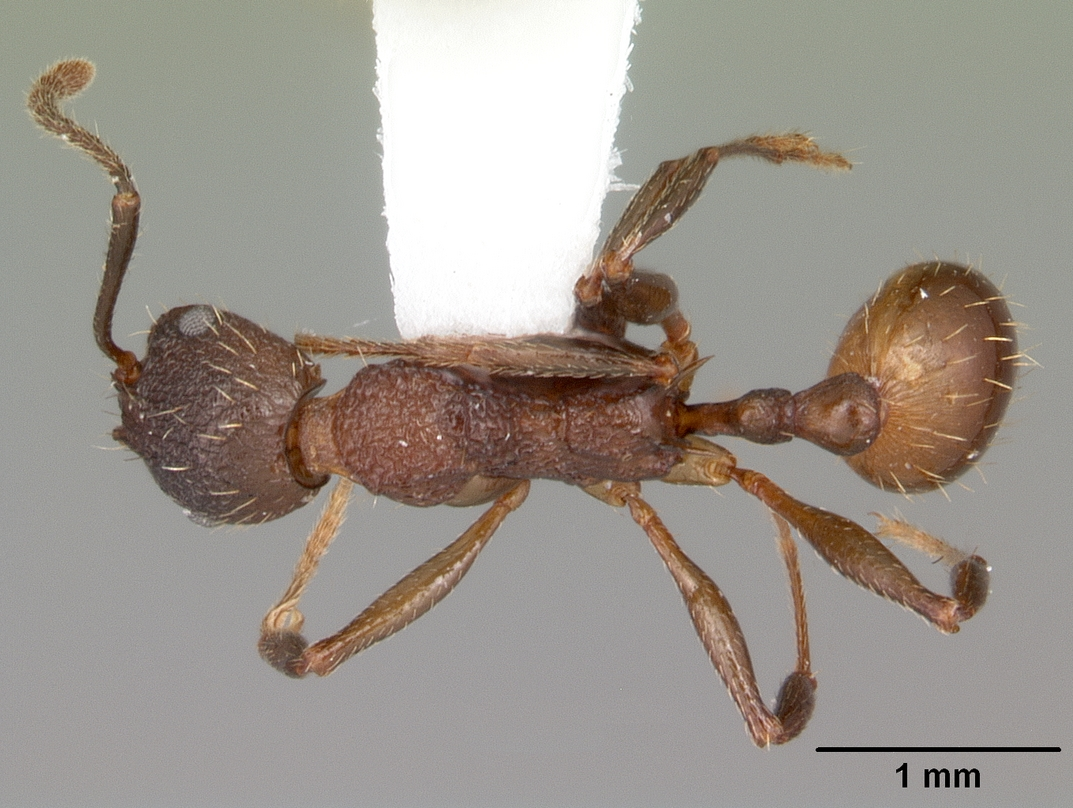
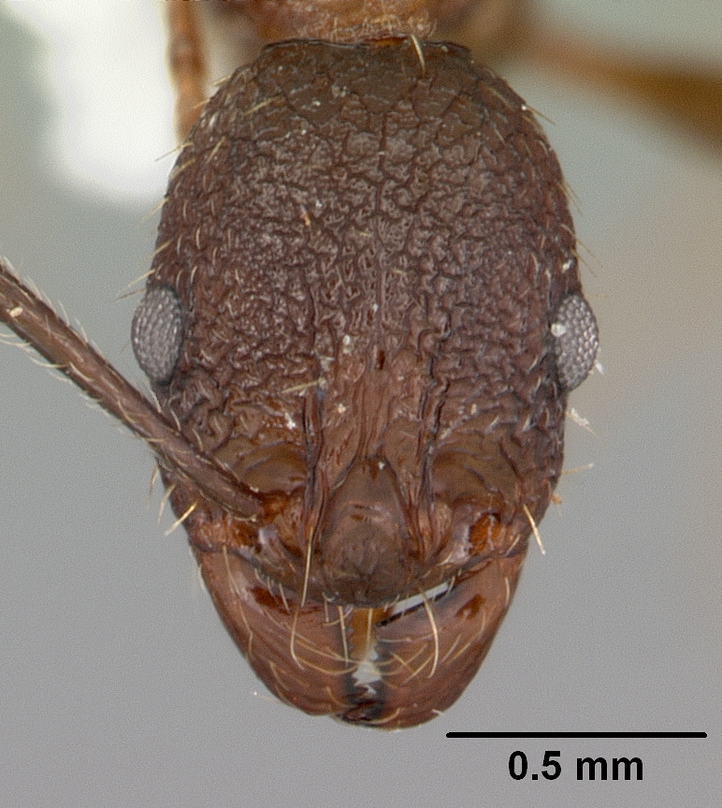
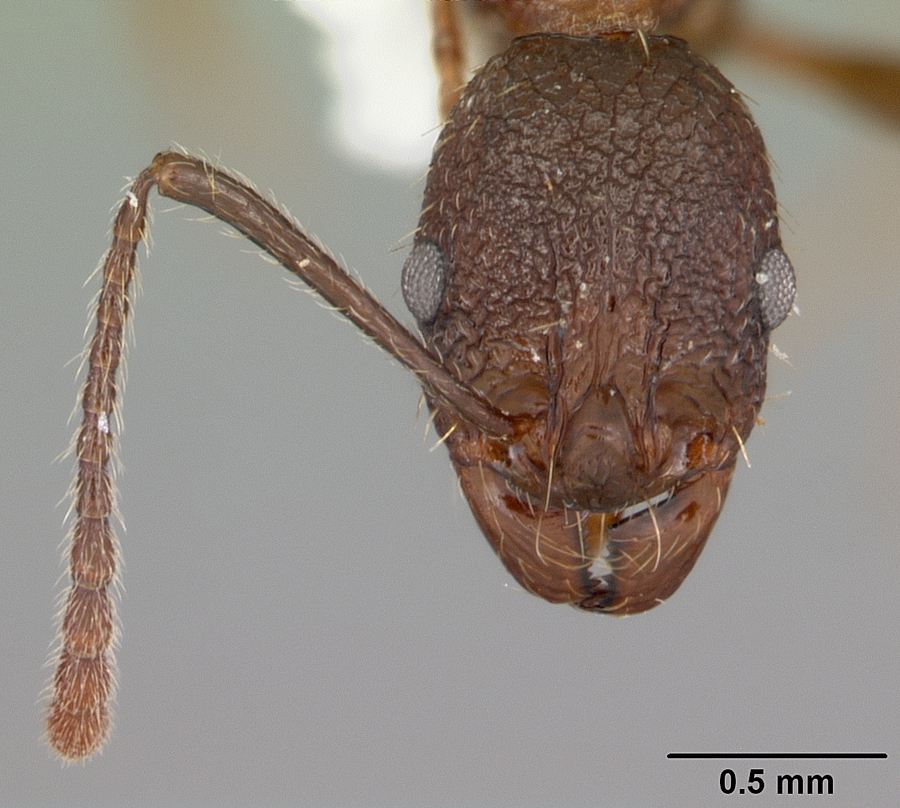
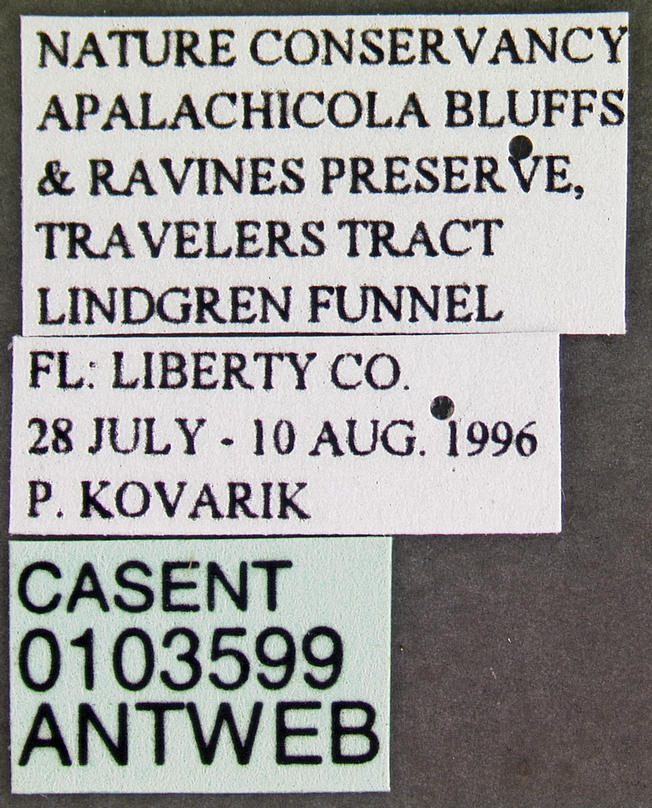
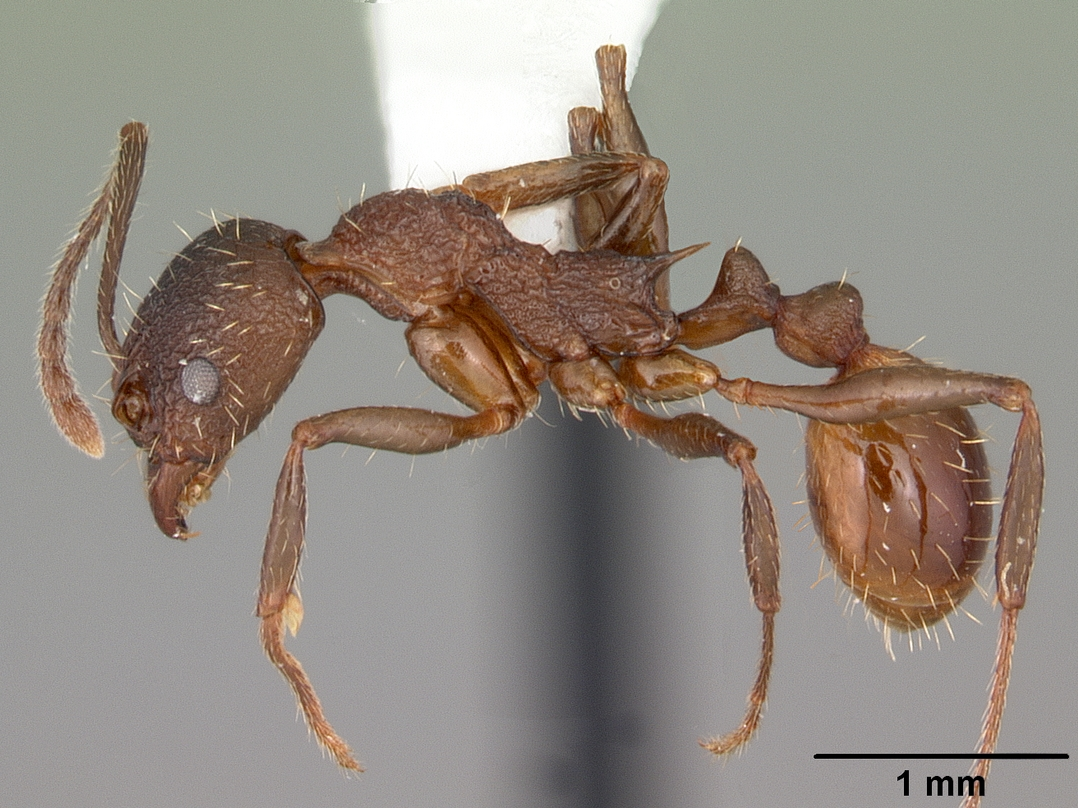
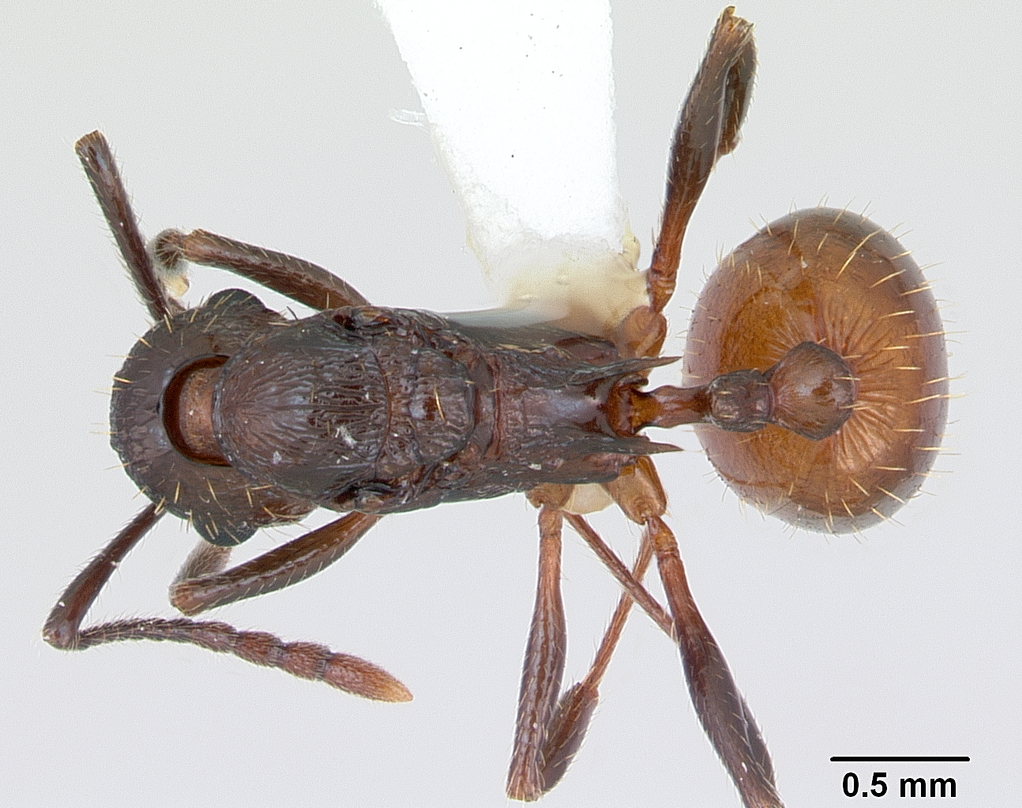